# Medzibrod
Medzibrod je obec na Slovensku v okrese Banská Bystrica.
Obec leží východně od města Banská Bystrica, na pravém břehu řeky Hron, od níž je oddělena násypem železniční trati. Nachází se v nadmořské výšce 419 m n. m. Z územního hlediska katastr obce patří do regionu Horehroní. Rozprostírá se po obou březích Hronu. Od východu je ohraničen svätoondrejským (brusnianským), od západu Hiadlovským katastrem. V současnosti má Medzibrod 1350 obyvatel, kteří mají možnost se sdružovat v 26 různých organizacích.
Medzibrod je v okolí známý hlavně pečením harule, ochotnickým divadlem a vynikajícími zábavami.

## Osobnosti
- Martin Sokol – politik a právník
- Matej Huťka – politik a právník